# 陈逵
陈逵，东晋官员，出身颍川陈氏，陈准的孙子，陈眕的儿子。
晋成帝咸康七年（341年）为给事黄门侍郎。尚书蔡謨上奏：“咸康八年正会仪注，惟作鼓吹钟鼓，其余伎乐尽不作。”侍中张澄、给事黄门侍郎陈逵驳议。晋穆帝永和三年（347年）六月，陈逵征寿春，败而还。永和五年（349年）为西中郎将，领梁郡、淮南郡二郡太守，镇守历阳。后赵扬州刺史王浃以淮南归顺晋朝。征北大将军褚裒北伐石遵，陈逵领军进至寿春。石遵以李农为南讨大都督，率骑二万抵御。褚裒不能进，退屯广陵。八月，陈逵知道后很害怕，于是焚烧寿春积聚，毁城而还。永和八年（352年）中军将军殷浩再度北伐，进军许昌、洛阳，以淮南太守陈逵、兖州刺史蔡裔为前锋，安西将军谢尚、北中郎将荀羡为督统，开江西田千余顷，以为军储。陈逵袭父爵封为广陵公，死后追赠卫将军。